# Ernst Buchner (Kunsthistoriker)
Ernst Buchner (* 20. März 1892 in München; † 3. Juni 1962 ebenda) war ein deutscher Kunsthistoriker und Museumsdirektor.

## Leben

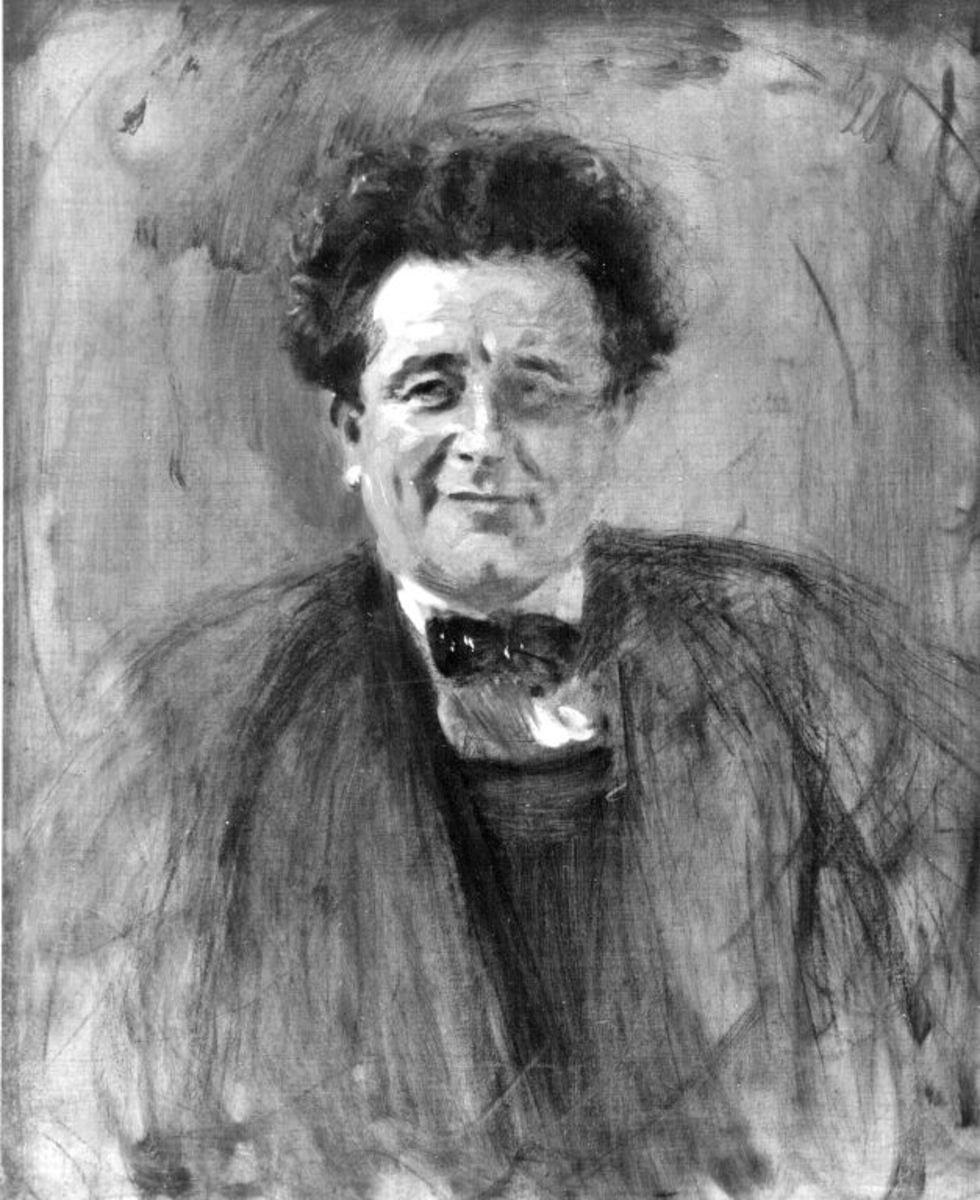
Ernst Buchner gemalt von Leo Samberger um 1936

Buchners Vater Georg Buchner war akademischer Maler, die Mutter eine Schwester des Bildhauers Josef Flossmann. Der Bruder Georg Buchner lehrte später als erfolgreicher Architekt und Professor an der Kunstgewerbeschule. Nach dem Abitur am Theresiengymnasium studierte Buchner ab 1912 Kunstgeschichte an der Universität München. Besonders interessierte ihn die deutsche Malerei und Graphik der Spätgotik und der Dürerzeit. Während des Ersten Weltkrieges diente er beim 7. Feld-Artillerie-Regiment „Prinz Leopold“ und wurde mit dem Eisernen Kreuz I. und II. Klasse ausgezeichnet. Er wurde 1921 bei Heinrich Wölfflin mit einer Arbeit Jan Polack, Stadtmaler von München promoviert. Zuerst arbeitete er ohne Einkommen als Volontär, dann als Assessor bei den Bayerischen Staatsgemäldesammlungen und der Graphischen Sammlung in München und war 1922/23 am Münchner Residenzmuseum tätig.
1926 wurde er zum Konservator ernannt. Ab 1928 war der Sechsunddreißigjährige Direktor des Wallraf-Richartz-Museums in Köln und veranstaltete eine Retrospektive zu Wilhelm Leibl. 1932 wurde Buchner zum Generaldirektor der Bayerischen Staatsgemäldesammlungen berufen. 1935 zeigte er in Sonderausstellungen „Anfänge der Münchner Tafelmalerei“, 1938 „Albrecht Altdorfer und sein Kreis“.
Buchner, der dem Kampfbund für Deutsche Kultur angehörte, trat zum 1. Mai 1933 der NSDAP bei (Mitgliedsnummer 3.204.678). Laut Petropoulos soll er „die Gestapo bei der Beschlagnahmung jüdischer Kunstgüter“ unterstützt haben. Buchner war seit 1940 Honorarprofessor der Kunstgeschichte an der Universität München. 1941 nahm ihn die Bayerische Akademie der Wissenschaften als ordentliches Mitglied auf.
Im Juni 1942 reiste er im Auftrag der Berliner Führerkanzlei in das unbesetzte Frankreich, um den nach Pau an den atlantischen Pyrenäen ausgelagerten Genter Altar ins Deutsche Reich zu schaffen.
Nach dem Zweiten Weltkrieg wurde Buchner aus dem Amt des Generaldirektors entlassen. Er wurde im Juni und Juli 1945 von der Art Looting Investigation Unit des amerikanischen „Office of Strategic Services“ verhört. Bei der Entnazifizierung wurde Buchner als Mitläufer eingestuft. Nach der Pensionierung des Generaldirektors Eberhard Hanfstaengl am 1. April 1953 wurde Buchner wieder als Generaldirektor der Bayerischen Staatsgemäldesammlungen eingesetzt. Am 8. Dezember 1953 hielt er die Festrede der öffentlichen Sitzung der Bayerischen Akademie der Wissenschaften über die vor zehn Jahren zertrümmerte „Alte Pinakothek München“. Am 7. Juni 1957 eröffnete er in Gegenwart des Bundespräsidenten Theodor Heuss die wieder aufgebaute Alte Pinakothek.

## Schriften (Auswahl)
- Oberdeutsche Kunst der Spätgotik und Reformationszeit, Augsburg 1924
- Der Ältere Breu als Maler, Augsburg 1928
- Die Augsburger Tafelmalerei der Spätgotik, Augsburg 1928
- Meisterwerke älterer Kunst aus dem deutschen Kunsthandel, Köln 1930
- Die Alexanderschlacht, Der Kunstbrief Nr. 21, Berlin 1943
- Das Emmauswunder von Adam Elsheimer, München 1950
- Das deutsche Bildnis der Spätgotik und der frühen Dürerzeit, Berlin 1953
- Die Alte Pinakothek München. Meisterwerke der europäischen Malerei, München 1957
- Deutsche Malerei der Dürerzeit, München 1959